# Мандінка (мова)
Мандінка (мандінґо) — мова народності мандінка. Поширена в Малі, Сенегалі, Гамбії, Гвінеї, Кот-д'Івуарі, Буркіна Фасо, Сьєрра-Леоне, Ліберії, Гвінеї-Бісау і Чаді. Основна мова Гамбії. Належить до групи мов манден і досить схожа на мови бамбара (Бамана) і манінка (малінке). Є тональною мовою (має два тони — нижній і верхній).
Мандінка належить до групи манден сім'ї манде нігеро-конголезької макросім'ї мов.